# Pass the Pigs
Pass the Pigs, pubblicato originariamente con il nome Pig Mania!, è un gioco da tavolo basato sul tiro di dadi a forma di maialini.

## Regole
A ogni turno un giocatore tira i due maialini, ciascuno dei quali ha un pallino nero solo su un lato. Il giocatore potrà accumulare punti o perderne, a seconda di come i maialini cadono. Ogni turno dura fino a che il giocatore tira i maialini in un modo che azzera i punti accumulati in quel turno o quando decide di fermarsi, sommando così i punti di quel turno al suo punteggio totale e passando i maialini al giocatore successivo. Vince il gioco il primo giocatore a raggiungere un punteggio deciso prima della partita (normalmente 100 per una partita veloce o 500 per una partita lunga).

### Punteggio
- Singolo maiale
  - Sdraiato sul fianco - 0 punti
  - Razorback - Sdraiato sulla schiena - 5 punti
  - Trotter - In piedi a quattro zampe - 5 punti
  - Snouter - Appoggiato sul muso - 10 punti
  - Leaning Jowler - Appoggiato su muso ed orecchio - 15 punti
- Entrambi i maiali
  - Sider - Entrambi sdraiati sullo stesso fianco (o quello con il pallino o quello senza) - 1 punto
  - Double Razorback - Entrambi sdraiati sulla schiena  - 20 punti
  - Double Trotter - Entrambi in piedi a quattro zampe - 20 punti
  - Double Snouter - Entrambi appoggiati sul muso - 40 punti
  - Double Leaning Jowler - Entrambi appoggiati su muso ed orecchio - 60 punti
  - Mixed Combo - Una combinazione non menzionata è data dalla somma dei punteggi dei singoli maialini
  - Pig Out - Se entrambi i maialini cadono sul fianco, ma diverso (uno su quello del pallino e il secondo su quello senza pallino), il punteggio per quel turno è azzerato e il turno passa al giocatore successivo
  - Makin' Bacon (o Oinker) - Se i maialini si toccano, il punteggio totale si azzera e il turno passa al giocatore successivo
  - Piggyback - Se entrambi i maialini atterrano in piedi, ma esattamente uno sopra l'altro, il giocatore è fuori dal gioco.